# 瑞巌寺 (徳島市)
瑞巌寺（ずいがんじ）は、徳島県徳島市にある臨済宗妙心寺派の寺院。山号は鳳翔山。本尊は釈迦如来。徳島二十四ヶ所地蔵霊場5番札所。
ヴェンセスラウ・デ・モラエスの旧宅があった伊賀町界隈を南北に通じる「モラエス通り」の起点の位置にある。

## 歴史
徳島市中心部に聳える眉山麓に位置する寺院で、元は勝瑞城下にあった。
1614年（慶長19年）、徳島藩初代藩主蜂須賀至鎮が弟である義英の菩提のため、一鶚を開山に招じて再興した。江戸初期に造られた池泉回遊式の庭園で知られている。山麓の斜面を巧みに利用した庭には、茶室や三重塔などがある。境内には阿波名水のひとつ鳳翔水も湧きだしている。
江戸時代の日本ではキリスト教信仰が禁止されていたため、石灯籠に聖母マリア像を刻み、地蔵菩薩像と偽った切支丹灯籠がある。

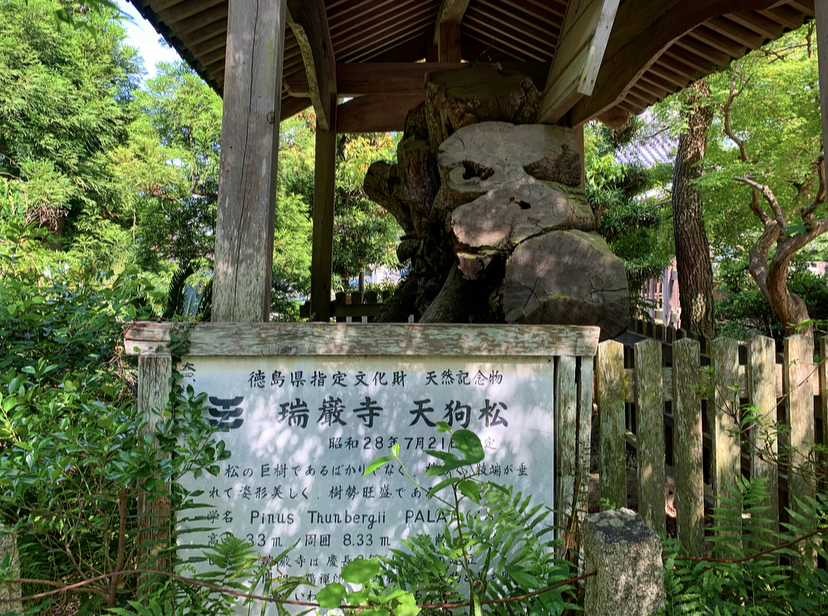
天狗松。徳島県指定文化財。天然記念物。
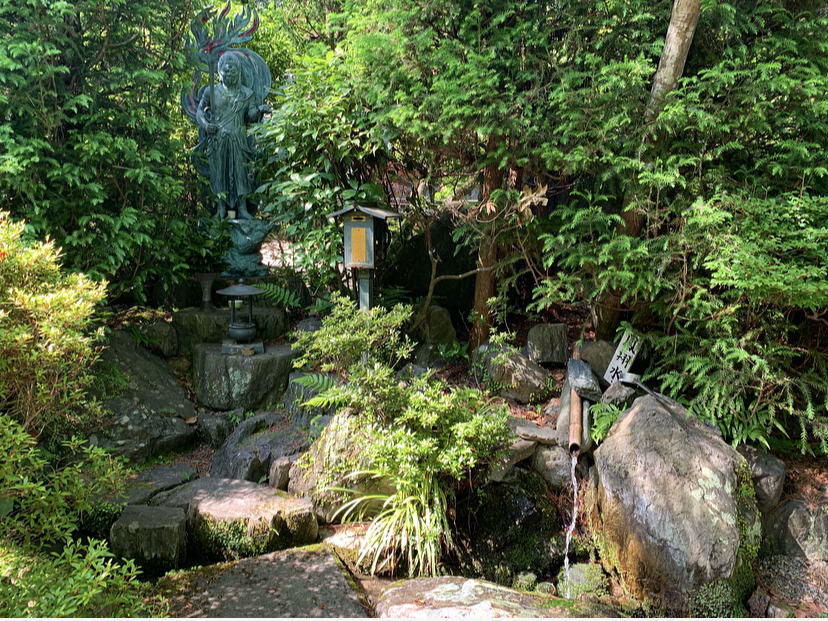
鳳翔水。眉山湧水群。

## 交通
- JR「徳島駅」より徒歩で約15分。
- 徳島自動車道「徳島インターチェンジ」より車で約10分。